# 3242 Bakhchisaraj
3242 Bakhchisaraj este un asteroid din centura principală, descoperit pe 22 septembrie 1979 de Nikolai Cernîh.